# Осато (Міяґі)

38°25′28″ пн. ш. 141°0′16″ сх. д. / 38.42444° пн. ш. 141.00444° сх. д.
О́сато (яп. 大郷町, おおさとちょう, МФА: [oːsato t͡ɕoː]) — містечко в Японії, в повіті Курокава префектури Міяґі. Станом на 1 жовтня 2008 площа містечка становила 82,02 км². Станом на 1 січня 2009 населення містечка становило 9056 осіб.